# Kalendarium historii Sieradza

## Czasy najdawniejsze
- VI-VIII w. – Istniała otwarta osada wiejska, usytuowana na łęgu w pobliżu Żegliny, naprzeciwko Olendrów Dużych. W toku badań archeologicznych odkryto tu ślady budowli mieszkalnych, paleniska i jamy na odpadki.
- XI w. – W połowie XI w. na zachodnim skraju szerokiej doliny Warty, najprawdopodobniej za panowania Kazimierza Odnowiciela, na obszarze ok. 4 ha wzniesiono osadę otwartą typu targowego.
  - Za czasów Bolesława Szczodrego w miejscu tym zbudowano obronny drewniany gród kasztelański. U jego stóp w wiekach XI – XIII rozwijało się podgrodzie.

## XII wiek
- 1136 – Pierwsza pewna wzmianka o mieście zawarta jest w bulli gnieźnieńskiej papieża Innocentego II, wystawionej w Pizie 7 lipca 1136 r. na prośbę Jakuba ze Żnina – arcybiskupa gnieźnieńskiego. Potwierdza ona istnienie osady, w której odbywały się sądy, składano daniny, funkcjonowały też karczmy i komora celna. Sieradz spełniał wówczas funkcję grodu kasztelańskiego.
- 1154 – Arabski geograf Abu Abd Allah Muhamed al Idrisi, w tzw. „Księdze Rogera” zalicza Sieradz do „sławnych stolic i silnych centrów” na równi z Krakowem, Gnieznem i Wrocławiem. Sieradz był wówczas największym ośrodkiem miejskim na drodze z Krakowa do Gniezna.
- 1113, 1233, 1262, 1271 – odbywały się w Sieradzu synody duchowieństwa polskiego, co także dowodzi, iż już przed prawną lokacją Sieradz był dużym ośrodkiem osadniczym. Synod z 1233 r. pod przewodnictwem arcybiskupa Pełki groził ekskomuniką za znieważanie cmentarzy.

## XIII wiek
- 1233 – Sieradz został po raz pierwszy stolicą księstwa, lecz już w następnym roku terytorium to włączono do Księstwa Łęczyckiego.
- 1241 – Najazd Tatarów. Zniszczono gród i podgrodzie.
- 1245-1479 – odbyło się w Sieradzu kilkanaście zjazdów rycerstwa, na których zapadały ważne decyzje państwowe. Sześciu z nich przewodniczyli królowie.
- 1247-1255 – Lokacja Sieradza na prawie magdeburskim. Dokument lokacyjny zaginął. Według dokumentu z 1298 r. wiadomo jednak, że prawa te nadał miastu Kazimierz I Konradowic, który objął Sieradzkie w 1247 r. W 1255 r. dwaj mieszczanie sieradzcy Marcin i Wilkin otrzymali pozwolenie na lokację Warty. Przyjmuje się więc, że prawa miejskie nadano Sieradzowi przed 1255 r. Lokacja polegała na przyznaniu specjalnych przywilejów istniejącej już osadzie wokół kościoła Wszystkich Świętych i miała na celu przyspieszenie odbudowy po najeździe tatarskim. Teren nadany miastu obejmował 150 łanów flamandzkich (ok. 3000 ha). Od południa przylegał do Monic i wsi Jeziory, od zach. graniczył z polami wsi Charłupia Wielka i Rakowice. W tym kierunku wytyczono z czasem drogę zwaną Błotną, od której odchodziła duża droga charłupska, wzmiankowana w 1451 r. Od północy grunty miejskie graniczyły ze wsią Dzwigorzew (Dzigorzew). Wokół miasta rozciągały się miejskie pola uprawne, a w rejonie strumienia Krasawa oprócz pól także miejskie ogrody. Od strony Warty, na terenach podmokłych, jak teraz tak i przed wiekami, użytkowane wspólne pastwiska.
- 1262-1263 – W wyniku ugody zawartej pomiędzy Kazimierzem Konradowicem a Leszkiem Czarnym powstało księstwo sieradzkie, którego pierwszym władcą był w latach 1262-1288 Leszek Czarny. Nowe księstwo obejmowało kasztelanie: rozpierską, sieradzką, spicymierską oraz część wolborskiej – po lewej stronie Wolbórki.
- 1287-1288 – W czasie trzeciego najazdu Tatarzy pod wodzą Nogaja docierają pod Kraków, a luźne oddziały pod Sieradz.
- 1288 – Po śmierci Leszka Czarnego Sieradzkie przejmuje (od 1288 do 1320 r.) jego przyrodni brat Władysław Łokietek. Ziemia ta wraz z Kujawami brzeskim i Łęczyckim, staje się bazą wyjściową do zjednoczenia Polski.
- 1290 – Jak świadczy „Codex diplomaticus Poloniae”, Władysław Łokietek odbudował w Sieradzu zamek na miejscu dawnego, który doszczętnie spłonął.
- 1291 – Pierwsza wzmianka o istnieniu szkoły w Sieradzu.
- 1292 – 28 września tego roku Władysław Łokietek, oblegany w zamku sieradzkim przez Czechów, zmuszony został do kapitulacji i dostał się do niewoli. W dniu 9 października zawarto układ na bardzo ciężkich dla Polaków warunkach.

## XIV wiek
- 1300 – 1306 – Po pokonaniu Władysława Łokietka Sieradz objęli w posiadanie Czesi.
- 1327 – 1339 – W tym okresie księciem sieradzkim był Przemysł Inowrocławski.
- 1331 – W roku tym miał miejsce najazd Krzyżaków na ziemie polskie. 12 września Krzyżacy wyruszyli z ziemi chełmińskiej w kierunku ziem łęczyckiej i sieradzkiej oraz Uniejowa. 20 września napadli na Sieradz niszcząc miasto, rabując także klasztor wraz z kościołem Dominikanów.
- XIV w., II połowa – W wyniku reformy administracyjnej kraju powstało województwo sieradzkie. Obejmujące późniejsze powiaty: sieradzki, szadkowski, radomszczański, piotrkowski, a od ok. 1420 r. ziemię wieluńską z powiatami wieluńskim i ostrzeszowskim.

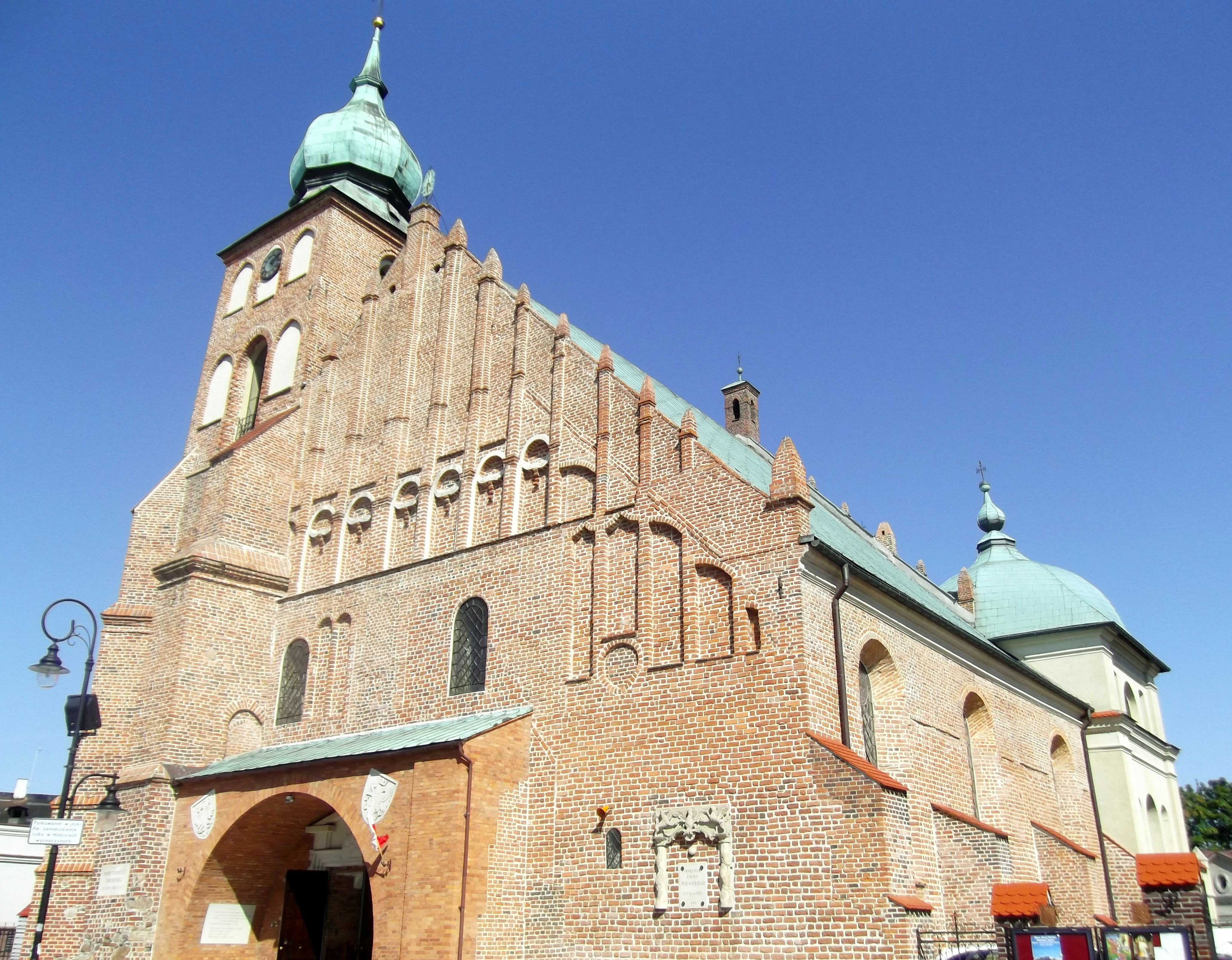
Bazylika kolegiacka Wszystkich Świętych, sięgająca XIV w.

- 1358 – W dniu 16 lutego Maciej Borkowic złożył przysięgę wierności królowi Kazimierzowi Wielkiemu, co położyło kres Konfederacji. W rocie przysięgi po raz pierwszy użyte zostało sformułowanie Rzeczpospolita (łac. Respublica).
- 1373 – Najwcześniejszy zapis dotyczący burmistrza.
- 1377 – Najwcześniejszy zapis dotyczący rajców miejskich. (Najstarsza księga sieradzkiej ławy miejskiej pochodzi z lal 1432-1457, a rady z lat 1465-1539).
- 1383 – W dniu 26 lutego na zjeździe w Sieradzu szlachta Królestwa zapewniła poselstwo węgierskie, iż córka króla Ludwika – Jadwiga zostanie królową Polski. W dniu 16 czerwca tegoż roku stronnicy następcy tronu z rodu Piastów, zgromadzeni w kościele Dominikanów, okrzyknęli i nieoficjalnie koronowali na króla Polski (poprzez podniesienie na tarczy) księcia z rodu Piastów mazowieckich – Siemowita IV, który następnie jednak zrzekł się praw do tronu.
- 1388 – Do Sieradza po raz pierwszy przybył król Władysław Jagiełło i podpisał tu przywilej lokacyjny miastu Widawie. Bywał w Sieradzu jeszcze w latach: 1402, 1414, 1418, 1420, 1422 i na Sejmie w 1432 r.
- XIV w. – W czasie badań archeologicznych na rynku w 1962 r. natrafiono na warstwę skór datowanych na XIV w. Pod tą skórą były rury wodociągowe. Pierwsza wzmianka pisana o wodociągu w Sieradzu pochodzi z 1541 r.
- Od końca XIV w. aż do rozbiorów, Sieradz był siedzibą sądów szlacheckich: ziemskiego i grodzkiego[1].

## XV wiek
- 1415 – Wśród XV-wiecznych wydarzeń, w których sieradzanie brali udział nie można pominąć bitwy pod Grunwaldem. Jan Długosz w swych „Rocznikach czyli Kronikach sławnego Królestwa Polskiego” pisze, iż pomiędzy 51 polskimi oraz 40 litewskimi chorągwiami znajdowały się dwie sieradzkie. „Ósma, ziemi sieradzkiej, miała znak, w którego jednej połowie znajdowało się pół białego orła na czerwonym polu, a w drugiej połowie pół ognistego lwa na białym polu.” I dodaje dalej: „Trzydziesta, wojewody sieradzkiego Jakuba z Koniecpola, miała jako godło białą podkowę z opuszczoną w dół przednią częścią, opatrzoną krzyżem, na czerwonym polu. Król Władysław Jagiełło nadał Sieradzanom przywilej używania do pieczęci czerwonego laku (stosowanego tylko przez królów i książąt) za odbicie z rąk Krzyżaków wielkiej chorągwi Królestwa w bitwie pod Grunwaldem.
- 1425 – miał miejsce sejm walny w Sieradzu[2].
- 1429 – Odnotowano w Sieradzu pojawienie się miecznika Piotra, a w 1430 r. – pierwszego tarczownika (szczytnika).

Władysław Jagiełło, król polski, nadaje kaplicy pod wezwaniem św. Trójcy na zamku sieradzkim 20 grzywien z cła sieradzkiego jako uposażenie kapelanów, 1430, Archiwum Główne Akt Dawnych

- 1432 – Na zjeździe w Sieradzu szlachta Królestwa podjęła zobowiązanie, że po śmierci króla Władysława Jagiełły następcą wybrany zostanie jego syn – Władysław III, późniejszy Warneńczyk.
- 1436 – Zjazd szlachty zgromadzonej w Sieradzu zatwierdził pokój z Krzyżakami, zawarty w poprzednim roku w Brześciu Kujawskim.
- 1445 – Gdy nadeszła do kraju wieść o śmierci króla Władysława III w 1444 r. w bitwie pod Warną, zjazd szlachty odbyty w Sieradzu wiosną zaprosił młodszego syna Władysława Jagiełły – Kazimierza Jagiellończyka do objęcia tronu po poległym bracie.
- 1447 – Sieradz „w perzynę obrócony przy powszechnym pożarze”. Wśród zawodów rzemieślniczych pojawił się zawód złotnika i nożownika.
- 1450 – Król Kazimierz Jagiellończyk nadaje 27 marca w Sieradzu przywilej, „Mocą którego przywileje dawne przez Sieradz zagubione zatwierdza, jarmarki dwa co rok (na Świętą Trójcę i na Wszystkich Świętych), po tygodniu trwać mające stanowi, targi co poniedziałek zachowuje, miastu prawo pobierania mostowego, składowego od soli zapewnia, i takowe przy pastwiskach zwykłych, przy borach i krzakach według dawności zostawuje”. Utworzenie składu soli wielickich okazało się bardzo korzystne dla miasta. Powstaje cech solników.
- 1459 – Na wojnę trzynastoletnią, toczącą się podczas panowania Kazimierza Jagiellończyka, Sieradz wystawił 25 zbrojnych.
- 1476 – W roku tym odnotowano istnienie w Sieradzu cechu kowali, skupiającego również ślusarzy.

## XVI wiek
- 1509 – Król Zygmunt I ze względu na „niespodziewany i gwałtowny pożar do nędzy przyprowadzający” uwalnia mieszczan sieradzkich na 10 lat od wszelkich czynszów, opłat, podwód i ceł, „wyjąwszy tylko nowe cło od wołów, skór i innych rzeczy za granicę wywożonych”.
- 1521 – Założona została na nowo szkoła przy kościele farnym, do której powołano nauczycieli z Akademii Krakowskiej. Arcybiskup Jakub Uchański darował na jej rzecz dziesięciny stołu z Wielkiej i Małej Zapusty.
- 1524 – Istniało już w Sieradzu Bractwo kurkowe.
- 1542 – Pierwsza wiadomość o klęsce „morowego powietrza”, które nawiedzało miasto także w 1555, 1571 i 1581 r. (Pod pojęcie moru podciągano przede wszystkim wszelkiego rodzaju dury, ospę i dżumy, także cholerę i kiłę.
- 1558 – Król Zygmunt August nadaje miastu przywilej wybierania trzech kandydatów na stanowisko burmistrza i czterech radnych. Starosta wyznaczał spośród przedstawionych kandydatów burmistrza i dwóch radnych. Władze miasta składały przysięgę na wierność królowi. Kadencja burmistrza, radnych i prokuratora trwała jeden rok, po czym rozliczali się oni przed następcami z działalności ogólnej i finansowej.
- 1564 – Prowincjał dominikański o. Feliks Gozdawa z Sieradza poszerza istniejącą przy konwencie sieradzkim bibliotekę, której początki sięgają zapewne XIII w., ponieważ już wtedy istniała tu szkoła konwentualna.
- 1569 – W dniu 31 marca w Lublinie król Zygmunt August nadaje miastu przywilej, na mocy którego m.in. zakazano w Sieradzu nabywania domów i osiedlania się Żydom. Potwierdza też prawo składu soli i kamieni młyńskich, ustala opłaty od każdego z przekupniów i oznacza dla mieszczan sieradzkich nie dalsze podwody jak do miast: Szczercowa, Grabowa, Warty i Szadku.
- 1570 – Ze względu na konieczność utrzymywania przepraw na Warcie i dbania o stan traktów, prowadzących z Moraw do Torunia, z Moskwy do Wrocławia i z Wielkopolski do Krakowa, król zezwolił mieszczanom sieradzkim na pobieranie mostowego „od każdego konia, krowy, innej trzody i zaprzęgów winem lub piwem wrocławskim wyładowanych”. Z tego roku pochodzi też zapis o czterech płatnerzach w Sieradzu.
- 1581 – Król Stefan Batory nakazał starostom sieradzkim, „aby się w jurysdykcję miejską nie mieszali”. W dniu 9 sierpnia „zapala się miasto, ogień trawi całą ul. Grodzką, płoną 33 domy, łaźnia i młyn wójtowski”. Był to już drugi pożar w tym roku. Król Stefan Batory zwalnia miasto od podatków na 4 lata.
- 1587 – Na św. Franciszka powziął wiec miejski uchwalę przeciw pożarom następującej treści: „... porządek w niesieniu pomocy zachowany być ma: że z bractw literackiego, krawców, kupców i garbarzy – wszyscy z toporami być obowiązani, z bractw propinatorów, garncarzy, piekarzy, szewców i tkaczy, wszyscy z naczyniami do noszenia wody być mają. Z bractw kowali, rzeźników wszyscy haki przyniosą, zaś z bractw solników i kapeluszników wszyscy z drabinami przybędą” (według T. Olejnik, Towarzystwa ochotniczych straży pożarnych w Królestwie Polskim, W-wa 1996 r. str. 19). Było to faktyczne powołanie do życia pierwszej straży ogniowej.
- XVI w. – W Sieradzu istniało 12 cechów, m.in. kuśnierzy, kowali, ślusarzy, sukienników, krawców, płócienników... W połowie XVI w. odliczono w mieście 22 rzemieślników zawodów metalowych, w tym zbrojeniowych, na ogólną liczbę 162 rzemieślników, a ich cech został potwierdzony przez Zygmunta Augusta w 1555 r.

## XVII wiek

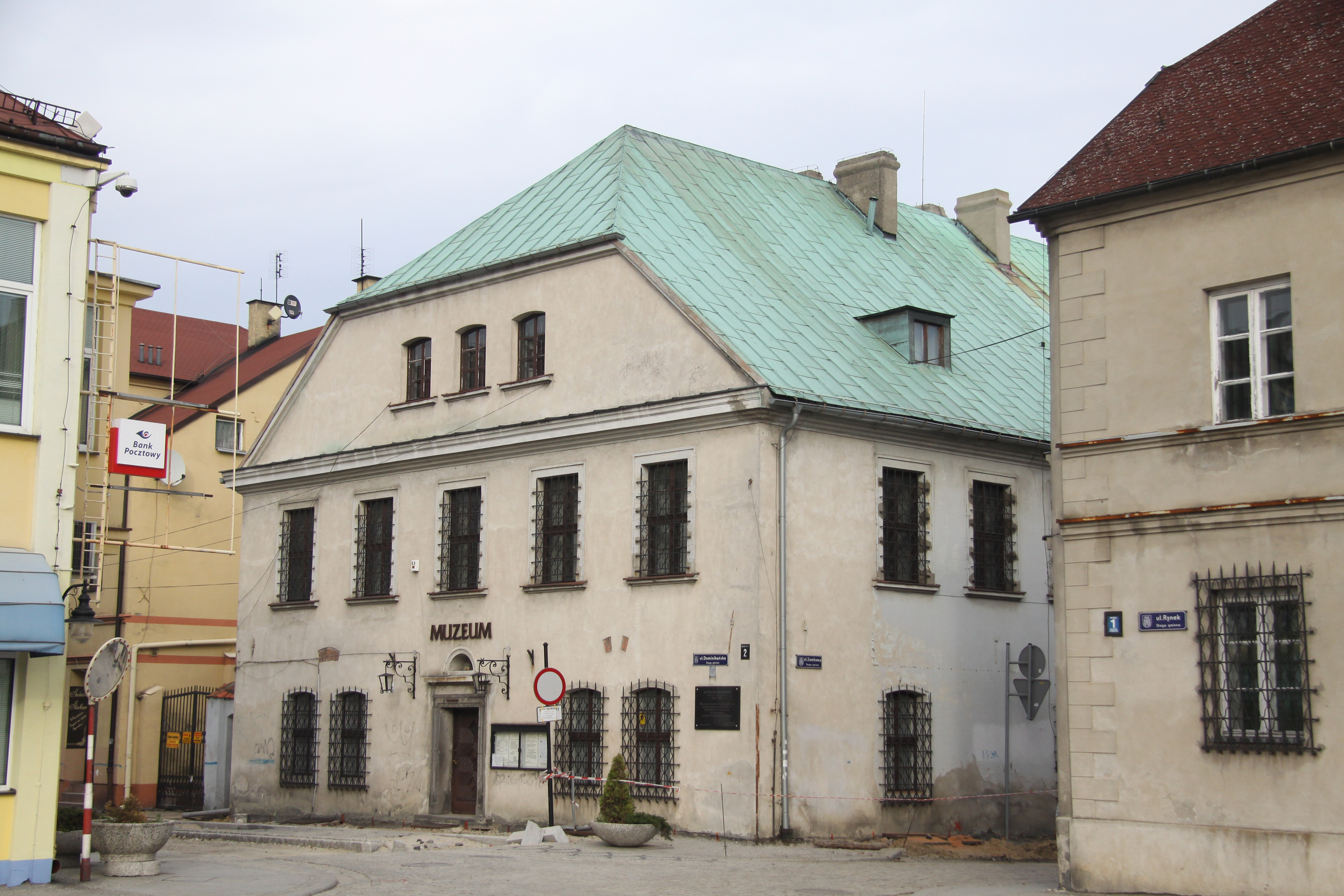
Kamienica z XVI lub XVII w., obecnie mieszcząca Muzeum Okręgowe

- 1604 – Miasto nawiedza „morowe powietrze” – „tak, że księgi jurysdykcyjne do pobliskiej Męki wywieziono, gdzie do 8 kwietnia 1605 r. wszelkie czynności załatwiano”. Wydano wyrok „na gardło na 10 osób, w czem 9 kobiet, za rozprzedawanie i używanie rzeczy po zmarłych na dżumę”. Zaraza wracała w latach: 1624, 1630, 1633, 1653, 1654. W tym ostatnim roku zmarło w Sieradzu ok. 2000 osób. Zaraza, która zaatakowała miasto w 1704 r. trwała aż 3 lata. W następstwie dżumy i innych chorób zakaźnych w latach 1709-1711 ludność Sieradza spadła do 350 mieszkańców. Pisze się o tym czasie jako latach grozy.
- 1633 – Proboszcz sieradzki od tego roku „mógł prezentować do Kollegium Kaliskiego uczniów z Sieradza”.
- 1655 – Miasto i zamek w dniu 3 listopada bez walki poddały się Szwedom. Część szlachty pod wodzą miecznika sieradzkiego Stefana Zamoyskiego i Piotra Czamieckiego zasiliła załogę Częstochowy.
- 1656 – 5 maja Sieradzanie pod dowództwem swego wojewody Jana Koniecpolskiego odebrali miasto i zamek Szwedom. Po tej wojnie w mieście pozostały jedynie 132 domy i 800 mieszkańców.
- XVII w. – W Sieradzu osiedliło się sporo katolików szkockich, którzy z powodu prześladowań religijnych przybyli do Polski.
- Po pożarach w 1657 i 1667 r. pozostało w Sieradzu tylko 112 domów.
- W latach 1681–1711 kolejne cztery groźne pożary dopełniły wcześniejszych zniszczeń wojennych.

## XVIII wiek

### III wojna północna
- W czasie tej wojny miasto uległo znacznemu zubożeniu w wyniku nieustannie nakładanych kontrybucji i zniszczeniom przez rabunki dokonywane przez wojska szwedzkie, saskie, rosyjskie i różne oddziały polskie. W Sieradzu stacjonowały kolejno:[3]
  - na przełomie 1701 i 1702 chorągiew pancerna starosty winnickiego Kazimierza Leszczyńskiego.
  - w listopadzie 1702 dwa regimenty rajtarii saskiej.
  - w maju 1703 Szwedzi wraz z hetmanem litewskim Kazimierzem Janem Sapiehą, w październiku chorągiew husarska starosty spiskiego Teodora Lubomirskiego, a pod koniec roku niewielki oddział szwedzki.
  - w styczniu 1704 oddziały z dywizji generała Carla Gustafa Rehnskiolda, w sierpniu piesza chorągiew wojewody ruskiego Jana Stanisława Jabłonowskiego, a od początku grudnia do kwietnia 1705 szwedzkie oddziały generała Niklasa Stromberga.
  - od 18 kwietnia 1705 szwedzki oddział rajtarii majora Wetzlera, a potem dywizja wojewody kijowskiego Józefa Potockiego, chorągwie tatarskie stolnika litewskiego Benedykta Pawła Sapiehy i od końca roku do maja 1706 chorągiew pancerna wojewody lubelskiego Stanisława Tarły.
  - od 2 maja 1706 do lipca ponownie oddziały z dywizji generała Carla Gustafa Rehnskiolda, a w sierpniu kolejne oddziały szwedzkie z taborami, udające się w kierunku Saksonii. Korpus osłonowy Karola XII pod dowództwem generała Arvida Axela Mardefelta. W październiku dywizja z taborami wojewody kijowskiego Józefa Potockiego ciągnąca w stronę Kalisza aby złączyć się z generałem Mardefeltem. Kilka dni potem przez miasto przeszedł August II Mocny z armią Saską i spieszące mu na pomoc wojska rosyjskie, Kozacy i Kałmucy. Wszystkie te oddziały starły się 29 października w bitwie pod Kaliszem.
  - W grudniu 1706 chorągiew pancerna Kasztelana kamieńskiego Józefa Stanisława Potockiego, w styczniu 1707 ludzie spod komendy chorążego nadwornego koronnego Adama Śmigielskiego. Następnie podjazd jazdy rosyjskiej i kozackiej. Po świętach wielkanocnych kilka chorągwi jazdy pułkownika Prażmowskiego a zaraz potem ponownie Rosjanie z Kozakami. Następnie deputaci chorągwi pancernej podczaszego trembowelskiego Stefana Błędkowskiego. We wrześniu do miasta weszły wojska marszałka trybunału koronnego i starosty rawskiego Jana Grudzińskiego. W listopadzie oddziały wojewody kijowskiego Józefa Potockiego a w grudniu kolejna jego chorągiew. Pod koniec roku regiment generała Andrzeja Skórzewskiego.
  - W 1708 ponownie wojska Józefa Potockiego, po nich dziesięć chorągwi konfederatów sandomierskich podkomorzego chełmińskiego Zygmunta Jakuba Rybińskiego. Następnie deputaci chorągwi pancernej kasztelana lubelskiego Adama Szaniawskiego i ponownie podkomorzy chełmiński Rybiński a zaraz po nim oddziały pułkownika Michała Grabowskiego, stronnika Stanisława Leszczyńskiego.
  - W 1709 oddziały z regimentu pieszego generała Michała Brandta, deputaci z chorągwi Adama Szaniawskiego, chorągwie kasztelana kijowskiego Feliksa Czermińskiego, a w październiku i listopadzie dwa podjazdy wojsk rosyjskich.
  - W 1710 wojska rosyjskie i regiment feldmarszałka saskiego Jakuba Henryka Flemminga.
  - Pobyt i rabunki wojsk saskich przeciągnął się do 1716. 20 kwietnia szlachta sieradzka uchwaliła przystąpienie do konfederacji tarnogrodzkiej, a 8 czerwca podjęła decyzję o wystawieniu zaciągów do walki Sasami. 30 czerwca wezwano z Uniejowa szlachtę na pospolite ruszenie. Traktat warszawski podpisany 3 listopada 1716 roku zakończył wojnę w kraju.

### Dalsze lata
- 1752 – Król August III nadał burmistrzowi Sieradza Mikołajowi Wiśniewskiemu „za wierność i cnotę” urząd sekretarza królewskiego.
- 1780 – W mieście działa Komisja Dobrego Porządku. W 10 lat później w Sieradzu powstaje Komisja Cywilno – Wojskowa dla powiatów sieradzkiego i szadkowskiego. Instytucje te przyczyniają się do częściowego uporządkowania miasta i odbudowy ratusza.
- 1785 – Rozporządzeniem króla Stanisława Augusta z 12 kwietnia 1785 r. miasta Królestwa, w tym Sieradz, miały wysyłać po jednym uczniu do Akademii Krakowskiej na wydział lekarski.
- 1789 – Udział delegacji sieradzkiej z prezydentem Franciszkiem Mazurem w Czarnej Procesji w Warszawie. Podpis Mazura i wójta Andrzeja Zwolińskiego figuruje pod Aktem Zjednoczenia Miast.
- 1791-1792 – Sieradz otrzymał prawa miasta wydziałowego, w którym miały się odbywać zjazdy przedstawicielskie innych miast. 10 sierpnia odbył się sejmik delegatów z 16 miast wolnych województwa sieradzkiego, na którym wybrano plenipotentem na sejm Walentego Kochelskiego, prezydenta miasta Wielunia.
  - Plenipotent sieradzki wszedł w skład asesorii kierowanej przez Hugona Kołłątaja.
  - W dniu 3 października na zjeździe szlachty woj. sieradzkiego odbytym w Sieradzu 172 obywateli na czele z Maciejem Rolą Zbijewskim, kasztelanem konarskim sieradzkim oraz podkomorzym Tomaszem Błeszczyńskim uczyniło akces do Konstytucji 3 Maja.
  - 14 lutego następnego roku na sejmiku, który się odbył w kościele dominikańskim pod przewodnictwem marszałka Stefana Kolumny Walewskiego, szlachta sieradzka powtarzała rotę przysięgi „w głos w przybytku boskim [...], iż poświęca życie i majątki, obstawiając przy Konstytucji 3 Maja”.
- 1793 – 7 kwietnia miasto wraz z 265 innymi miastami i miasteczkami zach. i środkowej Rzeczypospolitej zajmują Prusacy z korpusu gen. Moellendorfa. W związku z rozbiorem Sieradz przestał być stolica województwa, otrzymując status miasta powiatowego. Rejestruje się duży napływ Żydów do miasta.
- 1794 – W nocy 24 sierpnia, na wieść o wkroczeniu w granice województwa brygady gen. Antoniego Madalińskiego, sieradzanie uderzają na Prusaków i po walce, w której ginie 4 żołnierzy pruskich i płonie ratusz, biorą w niewolę cały oddział, składający się z 42 żołnierzy, 3 podoficerów i kapitana. Jednak po kilku dniach miasto zostaje zdobyte i obrabowane przez oddział pruskiego wojska pod dowództwem mjra Bonina Kloche.

## XIX wiek
- 1800 – Wielki pożar miasta, po którym władze pruskie zakazały budowania drewnianych domów w centrum.
- 1806 – 13 września zakończono formowanie 5 pułku strzelców konnych, który wziął udział w kampanii napoleońskiej.
  - 13 listopada – powołano komisję celem przygotowania materialnego zaplecza dla powstania przeciwko Prusakom. Usunięto urzędników pruskich, powołano straż bezpieczeństwa. Następnie sformowano pod dowództwem mjra Pawła Biernackiego brygadę kawalerii narodowej i umundurowano ją w dawne barwy województwa sieradzkiego.
- 1807 – Po utworzeniu Księstwa Warszawskiego Sieradz został miastem powiatowym i obwodowym w departamencie kaliskim.

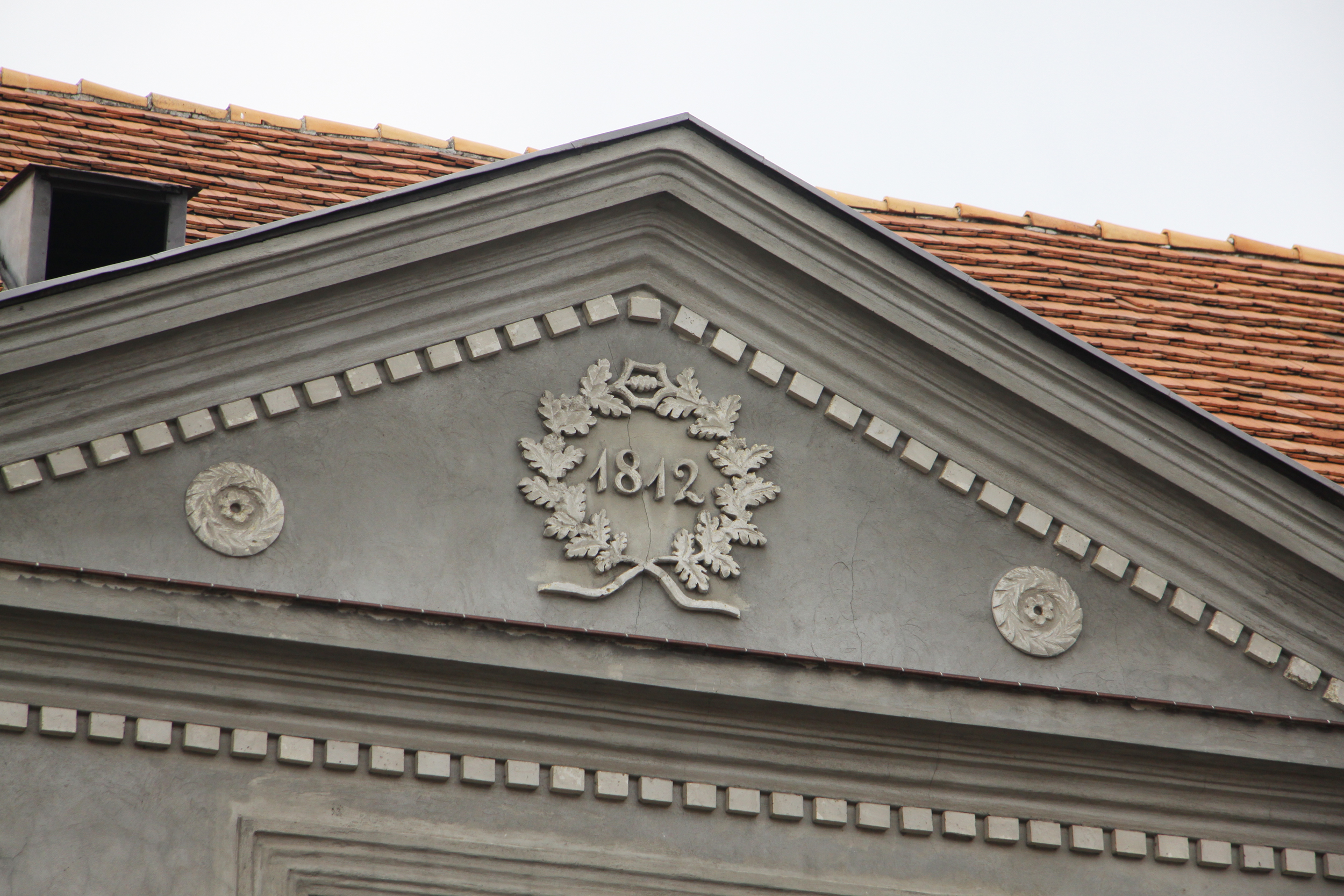
Detal kamienicy z XIX w. przy ul. Warszawskiej (2012)

- 1813 – Sieradz pod okupacją wojsk rosyjskich.
- 1816 – Sieradz miastem obwodowym województwa kaliskiego w Królestwie Polskim.
- 1820 – Według opisu miasta burmistrza Budziszewskiego, Sieradz posiada w tym czasie: „2 folwarki (Zapustę Wielką i Zapustę Małą z karczmą), rolę zwaną „Literatura”, łąkę „Rezerwów”, plac „Nawale”. Jest w mieście fabryka sukna o 5 majstrach, farbiarnia oraz folusz do 1816 r., browar i 2 gorzelnie. Domów murowanych jest 38, drewnianych 241. Jest wielki magazyn zbożowy, lazaret wojskowy i szpital. Cztery ulice są brukowane, rynek i trzy ulice niebrukowane. Ludność jest: 1557 katolików, 306 żydów, 202 luteran, 3 Greków. Ogółem 2068 osób”.
- 1821 – Na przełomie maja i czerwca Sieradz odwiedził Julian Ursyn Niemcewicz. Wraz z Antonim Paparoną Pstrokońskim był na zamku, „który kilka już tylko sterczących ścian zachował”.
- 1823 – Uporządkowanie zabudowy miasta według planu geometry W. Ziółkowskiego. M.in. zaplanowano wówczas zupełnie nowy układ wjazdu do miasta (dawna rogatka – dzisiejsze rondo).
- 1823-1833 – Funkcjonowała wielka manufaktura sukiennicza zatrudniająca 1000 robotników (kalisko-mazowiecki okręg przemysłowy).
- 1824 - Powstaje Park Staromiejski.
- 1830 – W dniu 10 grudnia powstał w mieście Komitet Obywatelski, którego zadaniem było „czuwanie nad skutecznością i sprężystością wykonywania wszystkich poleceń rządowych” przez władze wykonawcze. Jednocześnie utworzono Gwardię Ruchową – rezerwę armii powstańczej. W początkach 1831 r. zorganizowano 16 pułk piechoty liniowej oraz szwadron jazdy sieradzkiej, który wszedł w skład 2 pułku jazdy kaliskiej. Na mocy reskryptu Wysokiej Komisji Rządowej Wyznań Religijnych i Oświecenia Publicznego z 17 września 1829 r. w budynku klasztornym w Sieradzu została założona Szkoła Powiatowa. Kasata szkoły nastąpiła 4.IX.1868 r.
- 1831 – 17 czerwca odbył się w mieście ostatni sejmik, który wybrał na posła Alojzego Poraja Bienackiego – późniejszego ministra rządu powstańczego.
- 1834 - Otwarcie urzędu pocztowego na obecnej ulicy Kościuszki. (Budynek Biura Wystaw Artystycznych). Znajdowały się tam izby dla gości, jadłodajnia, stajnie dla koni i zajazd dla dyliżansów.
- 1837 – Zakończenie budowy tzw. traktu kalisko-fabrycznego, łączącego Sieradz z Kaliszem i Łodzią. Wówczas też wytyczono obecną ul. Polskiej Organizacji Wojskowej.
- 1852 – Wybucha ostatnia groźna epidemia cholery, z powodu której w Sieradzu zmarło 500 osób.
  - - Otwarcie pierwszego w mieście Szpitala imienia Świętego Józefa. Dysponował on 30 łóżkami[4].
- 1856 – Pierwsza księgarnię wraz z biblioteką i wypożyczalnią zakłada Wilhelm Rubinsztein, którego potomkowie prowadzili tę firmę do 1939 r.
- 1860 – Sieradz liczył 5162 mieszkańców, pomijając wojsko i więźniów.
- 1861 – 25 marca na rynku sieradzkim antyrosyjską manifestację zorganizowali mieszczanie: Niewiński. Biskupski, Krasznicki (pisarz pocztowy) i Kłosowski (syn pisarza sieradzkiego magazynu solnego). Rozpowszechniano chorągiewki z polskim Białym Orłem.
- 1863
  - 17 stycznia przybył z Warszawy Józef Oxiński i przystąpił do organizowania oddziału powstańczego. W mieście był silny garnizon rosyjski. Więziono i sądzono powstańców oraz wykonywano wyroki śmierci. Władze carskie w obawie przed atakiem powstańczym na miasto uznały je za zamknięte i otoczyły szczelnym kordonem posterunków wojskowych.
  - 18 września powstańcy zaatakowali rosyjskich żołnierzy stacjonujących w mieście[5]
- 1864 – 24 stycznia i 18 czerwca – potyczki powstańców z Rosjanami[6]
- 1873 – Otworzono w Sieradzu prywatną 4-klasową szkołę męską. Powstała z inicjatywy dr. Józefa Stanisławskiego i Franciszka Dębickiego.
- 1876 – Powołano sieradzkie Towarzystwo Ochotniczej Straży Ogniowej. Jest to najstarsze towarzystwo pożarnicze w województwie. Powstaje browar parowy i słodownia.
- 1883 – 7 października z inicjatywy dr J. Stanisławskiego otworzono w Sieradzu „Wystawę starożytności”. Był to pierwszy przegląd zabytków ziemi sieradzkiej.

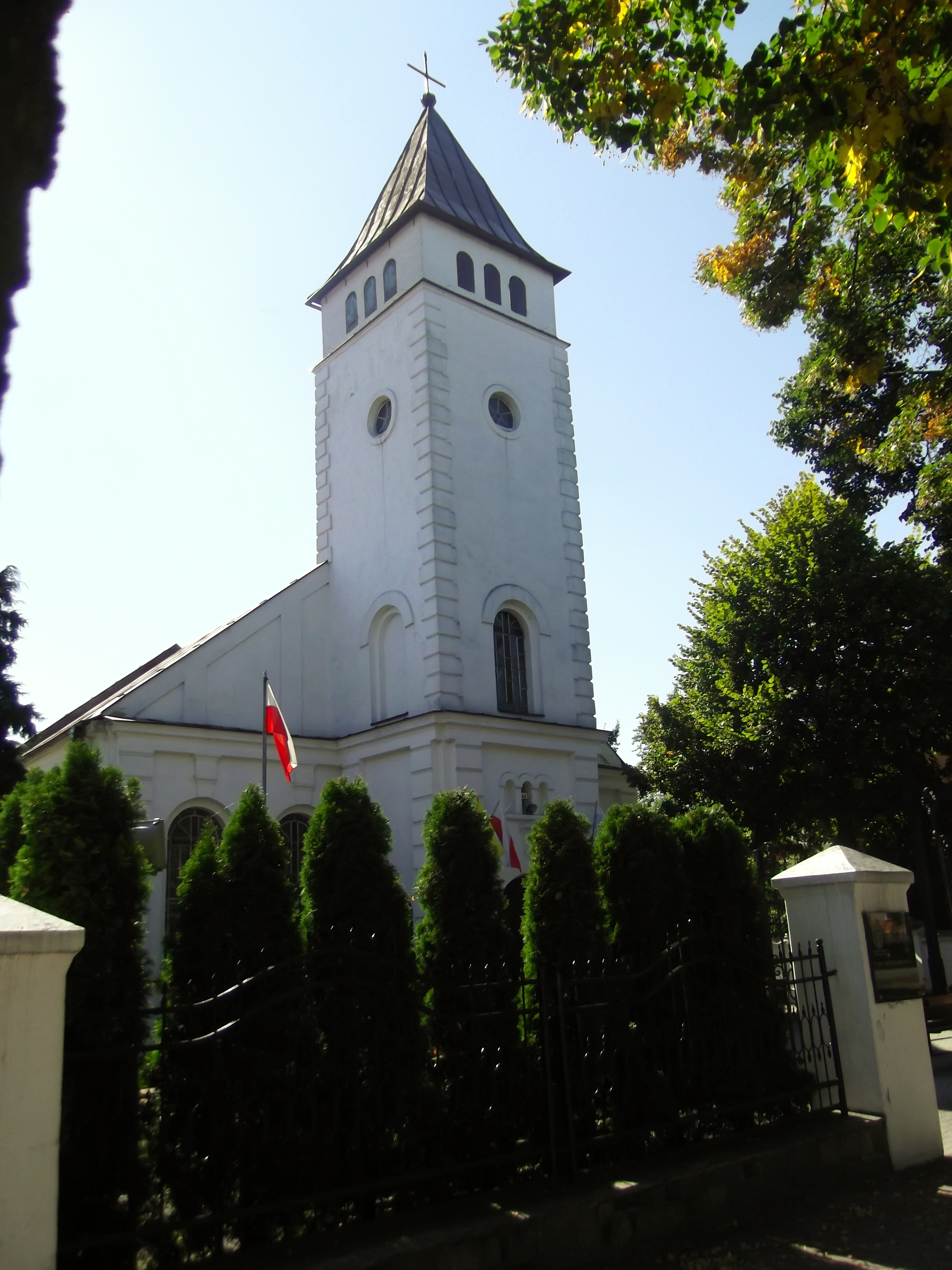
Kościół Chrystusa Odkupiciela, zbudowany w l. 1889-1897

- 1888 – Utworzono 4-klasową szkołę działającą do 1901 r.
- 1896-1909 – Istniała spółka pod nazwą „Sklep Rolniczy” – pierwsza organizacja zrzeszająca rolników.
- 1897 – Według kryterium wyznaniowego w Sieradzu było 80,6% Polaków, 11,4% Żydów, 7,4% Niemców i 0,2% Rosjan.

## XX wiek

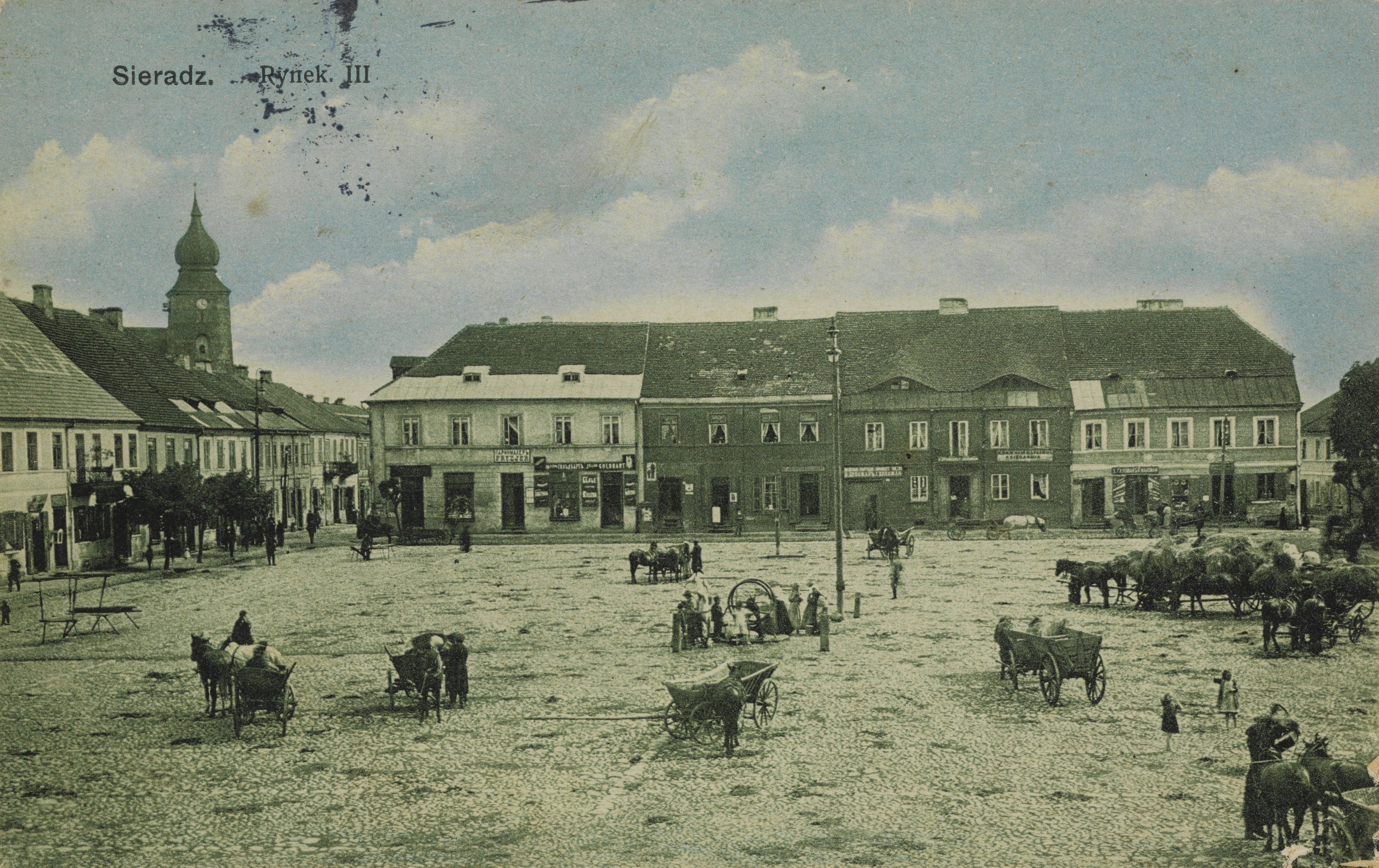
Rynek około 1910–1914

- 1902 – Oddano do użytku linię kolejową z Łodzi do Kalisza przez Sieradz. Most kolejowy przez Wartę zbudowano w ciągu 6 miesięcy. Utworzono Sieradzkie Towarzystwo Muzyczne.
- 1903 – Otworzono Szkołę Filologiczną Czesława Bagieńskiego: 4-klasowe progimnazjum męskie działające do 1907 r.
- 1909 – Wielka powódź w Sieradzu.
- 1911 – Powstało w Sieradzu Towarzystwo Szkoły Średniej.
- 1911-1914 – Istnieje 4-klasowa Szkoła Handlowa Ludwika Domagały.

### I wojna światowa
- 1914
  - 2 sierpnia oddziały rosyjskie opuszczają miasto.
  - 9 sierpnia wkroczenie wojsk niemieckich (około godziny 18.). Komendant oddziału przyszedł do magistratu i zażądał od władz municypalnych bezzwłocznego oddania miasta, co natychmiast uczyniono. Niemcy zajęli stację kolejową i wszystkie gmachy państwowe.
  - 6 października Landrat Hahn z Krotoszyna został zarządcą dla powiatów kaliskiego i sieradzkiego w Królestwie Polskim pod rządem niemieckim.
  - 2 listopada w związku z kontrofensywą Rosjan na ulicach Sieradza pojawił się (około godz. 6 rano) oddział 60 Kozaków, którzy zajęli miasto.
  - 16 listopada w wyniku natarcia wyprzedzającego spodziewane uderzenie Rosjan w „Bitwie pod Łodzią” wojska niemieckie ponownie opanowały Sieradz i pozostały w nim do końca wojny.
- 1915 – Zbudowano w Sieradzu elektrownię (wnętrza domów oświetlano od 1916 r.). Mieściła się ona przy obecnej ul. Żwirki i Wigury (róg Kościuszki), a od 1927 r. przy ul. Pułaskiego. Była to elektrownia o napędzie parowym. Czesław Bagieński otwiera 5-klasowe Gimnazjum Koedukacyjne. Z inicjatywy ks. A. Brzezińskiego powstaje Chrześcijańskie Towarzystwo Zawodowe „Dźwignia” z siedzibą w budynkach klasztornych, prowadzące ożywioną działalność gospodarczą i społeczno-kulturalną.
- 1916 – Utworzono w Sieradzu Polską Organizację Wojskową (POW). Niemcy wprowadzają kartki na cukier, naftę, mąkę, sól, chleb itp.
- 1918 – W dniu 11 listopada o godz. 18.00 przed frontem 300-osobowego oddziału POW i Straży Narodowej na rynku odbyło się przekazanie broni i oddanie władzy przez Niemców. Następnego dnia wieczorem w walce ze 150-osobowym oddziałem niemieckim padło 5 peowiaków, a 15 było rannych.

### Lata między wojnami
- 1918-1939 – Sieradz był miastem powiatowym w województwie łódzkim. W dniu 1 września 1939 r. liczył 11,867 mieszkańców, z których 1/4 stanowili Żydzi. Przemysł w mieście reprezentowały 4 młyny, gorzelnia, rektyfikacja spirytusu, browar i kilka drobnych zakładów produkcyjnych. Ludność utrzymywała się głównie z rzemiosła i rolnictwa. Istniały trzy szkoły powszechne i gimnazjum Polskiej Macierzy Szkolnej. Działalność kulturalna prowadziło Towarzystwo Muzyczne „Lutnia” i sekcje kulturalne przy kilku organizacjach społecznych, zawodowych i młodzieżowych.
- 1919 – W dniu 7 kwietnia odbyło się pierwsze posiedzenie Rady Miejskiej w wolnym państwie. Powstaje Związek Strzelecki, 5 stycznia ukazał się pierwszy numer tygodnika „Ziemia Sieradzka” ks. A. Brzezińskiego.
- 1920 – 12 lipca w atmosferze patriotycznego uniesienia wyruszyła na wojnę z bolszewikami grupa sieradzkich harcerzy z I sieradzkiej drużyny im- ks. Józefa Poniatowskiego. W uroczystym pożegnaniu towarzyszył im sztandar powstańczy z 1863 r. W bitwie pod Radzyminem zginął m.in. Stefan Cierplikowski – komendant sieradzkiej drużyny harcerskiej.
  - Pluton sieradzkich ułanów (33 ludzi), włączony do 203 Ochotniczego Pułku Ułanów w Kaliszu bierze udział w walkach przeciwko bolszewikom w rejonie Ciechanowa, potem w okolicach Hrubieszowa, Równego i Bereźna.
- 1921 r. Powstaje Towarzystwo Gimnastyczne „Sokół”. Pierwszym prezesem został dr Marek Zaleski. Gniazdo sieradzkie „Sokoła” zapisało się bardzo pozytywnie w dziejach miasta, przyczyniając się do rozwoju sportu, a także życia społecznego i kulturalnego jego mieszkańców. (Tow. „Sokół” po raz pierwszy powstało w Sieradzu w 1907 r., lecz zostało zdelegalizowane).
- 1921 – Zawiązanie Komitetu Budowy Gimnazjum.

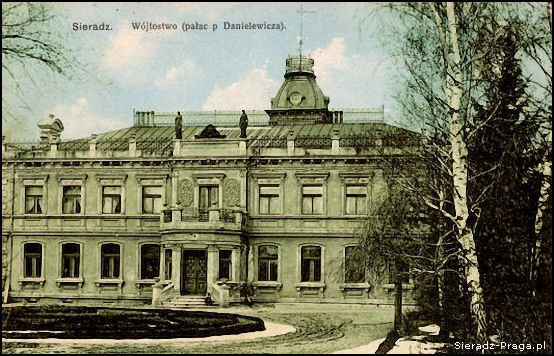
Pałac Danielewiczów przed zniszczeniem przez Niemców w 1945

- 1926 – Oddano do użytku nowy budynek szkoły przy ulicy Żwirki i Wigury.
- 1935 – W dniach 9 i 10 czerwca odbył się w Sieradzu II Kongres Eucharystyczny Diecezji Włocławskiej.
  - 19 października przybyły do Sieradza na stały pobyt pierwsze oddziały 31 pułku Strzelców Kaniowskich.

### II wojna światowa

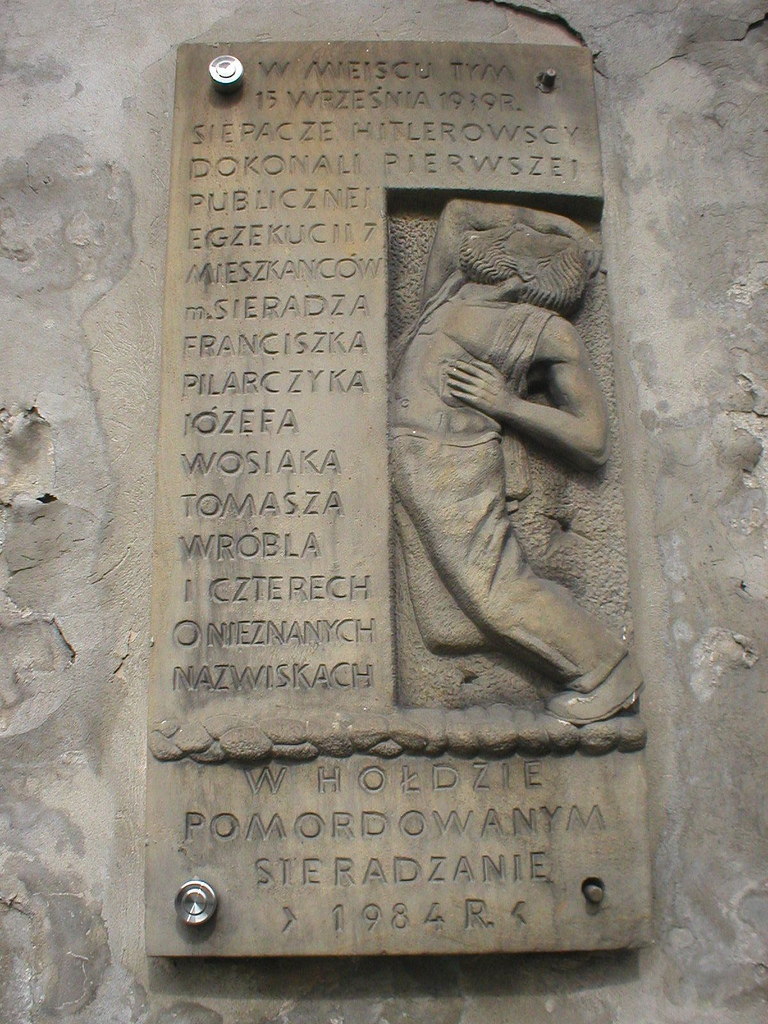
Tablica upamiętniająca ofiary pierwszej publicznej egzekucji dokonanej przez Niemców w Sieradzu w 1939

- 1939 – żołnierze 10 Dywizji Piechoty Armii „Łódź” toczyli w dniach 4 i 5 września ciężkie boje w rejonie Sieradza o utrzymanie głównej linii obrony na Warcie. Prawy brzeg rzeki tuż za miastem był obsadzony przez 31 Pułk Strzelców Kaniowskich z Sieradza.
- 1939–1945 – Sieradz został włączony do Rzeszy (Warthegau) pod nazwą Schieratz. Polityka nazistowskiej administracji przyniosła fizyczną eksterminację całej ludności żydowskiej oraz dużej części polskiej inteligencji, masowe egzekucje, wysiedlenia oraz zamknięcie kościołów i szkół.
- 1939
  - połowa września – Niemcy utworzyli tymczasowy obóz jeniecki, w którym uwięziono około 3000 polskich żołnierzy, mimo ze oficjalnie mógł pomieścić jedynie 1100 osób[7]
  - listopad – powstaje Inspektorat Służby Zwycięstwa Polsce (późniejsze ZWZ i AK). Tworzą się także Bataliony Chłopskie. Ze względu na specyfikę okupacyjną Sieradzkiego głównymi formami walki były: sabotaż, samoobrona oraz działalność wywiadowcza.
- 1940
  - 1 marca – utworzenie getta w Sieradzu w obrębie ulic: Sukienniczej, Wodnej, Szewskiej i Żabiej.
  - 15 marca – miała miejsce wielka powódź: zatopienie niżej położonych dzielnic, zerwanie mostów.
- 1942
  - do robót przymusowych w Sieradzu Niemcy sprowadzili grupę więźniów z twierdzy w Kłodzku[8]
  - 24 sierpnia - 29 sierpnia - likwidacja getta w Sieradzu. Żydów wywieziono do obozu zagłady w Chełmnie nad Nerem, gdzie ich zagazowano w samochodach.
- 1 czerwca 1943 - Niemcy wydzielili na obszarze 320 km² okręg terenów wojskowych w bezpośredniej bliskości Sieradza przeznaczony na poligon wojsk pancernych. Zlikwidowano ponad 150 wsi i kolonii zamieszkałych przez ok. 26 tysięcy ludzi.
- 1945
  - 18 stycznia  Niemcy dokonali ostatniej egzekucji w sieradzkim więzieniu, ścinając toporem Antoninę Chrystkową, członkinię Armii Krajowej[9]
  - 20 stycznia – około godziny piętnastej nad miastem pojawiła się eskadra 12 radzieckich iłów szturmowych[10], które zaczęły bombardować Sieradz. Straciło życie ok. 100 ludzi, ok. 200 zostało rannych[11].
    - Istnieją dwie wersje powodów bombardowania.
      - W godzinach rannych rejon Sieradza rozpoznawał klucz Jaków z 2 Korpusu Lotnictwa Myśliwskiego generała majora Aleksieja Błagowieszczańskiego. Samoloty te zostały zaatakowane przez 6 myśliwców niemieckich. Jeden z samolotów radzieckich został zestrzelony, a pilot wyskoczył ze spadochronem.
      - Przed południem szturmowce z 2 Korpusu Lotnictwa Szturmowego generała majora Sidora Slusariewa bombardowały okolice dworca kolejowego. W drodze powrotnej jeden ze szturmowców został zestrzelony przez obronę przeciwlotniczą mostu kolejowego, a pilot wyskoczył ze spadochronem.

    - Pilot został ostrzelany przez Niemców z ziemi, a po wylądowaniu zabity bagnetami. W odwecie za śmierć pilota Rosjanie zbombardowali miasto, które w międzyczasie wojska niemieckie zdążyły już opuścić.

  - 20 stycznia 3 Armia Gwardyjska z 1 Frontu Ukraińskiego osiągnęła rzekę Wartę zdobywając Monice, Bogumiłów, Kłocko, Jeziory oraz Chojne[12].
  - W dniach 21-23 stycznia doszło do zaciętych walk, gdzie Niemcy bronili się zaciekle na odcinku Brodnia-Sieradz. Szczególnie ciężkie walki trwały w widłach rzek Warty i Pichny[13].
    - 21 stycznia wojska 33 Armii Czerwonej wraz z 9 Korpusem Pancernym wchodzące w skład I Frontu Białoruskiego zdobyły Woźniki i Mękę[12].
    - 23 stycznia oddziały radzieckie wkroczyły do wolnego już od Niemców miasta.

  - 31 stycznia – odbyła się pierwsza sesja Miejskiej Rady Narodowej z udziałem oficerów Armii Czerwonej.
  - 22 lipca – na rynku odbyła się uroczysta przysięga elewów Oficerskiej Szkoły Łączności w obecności marsz. Michała Roli Żymierskiego.

### Lata po II wojnie światowej
- 1945 – założenie klubu piłkarskiego Warta Sieradz
- 1948 – W dniu 4 września w budynkach przy ul. 23 Stycznia ruszyła drukarnia, nawiązując do osiągnięć ks. Aleksandra Brzezińskiego w okresie przedwojennym.
- 1947 – jesienią uczeń gimnazjum w Sieradzu Włodzimierz Tur zorganizował Związek Młodzieży Patriotycznej, który w 1948 r. zmienił nazwę na „Katyń”. Organizacja dzieliła się na trzy wydziały: wywiadu, propagandy i archiwalny. Wydawano gazetkę „Głos Podziemia”, drukowano ulotki. Aresztowania nastąpiły w 1950 r. W maju 1951 r. odbył się w Sieradzu proces. Orzekł Wojskowy Sąd z Łodzi. Członków organizacji sądzono w grupach po 5-6 osób. Zasądzono wyroki od kilku do kilkunastu lat więzienia.
- 1949 - czerwiec – Otwarcie stacji pogotowia ratunkowego.
- 1953 – Zakończenie rozpoczętej w 1950 roku budowy nowego Szpitala. Do zachodniej ściany istniejącego szpitala dobudowano dwupiętrowy budynek, z wysokim poddaszem i sutereną.
- 1954 – Włączono do miasta część obszaru gromady Mnichów.
- 1957 – Włączono do miasta wieś Zapusta Mała.
  - W dniu 22 lipca oddano oficjalnie do eksploatacji nowo zbudowane Zakłady Przemysłu Dziewiarskiego „Sira”.
- 1965 - 1 stycznia – Rozporządzeniem Prezesa Rady Ministrów z dnia 3 grudnia 1964 r. włączono do miasta 1,28 km². z gromady Monice i terenów podmiejskich wsi Jeziory, Kłocko.

- 1973

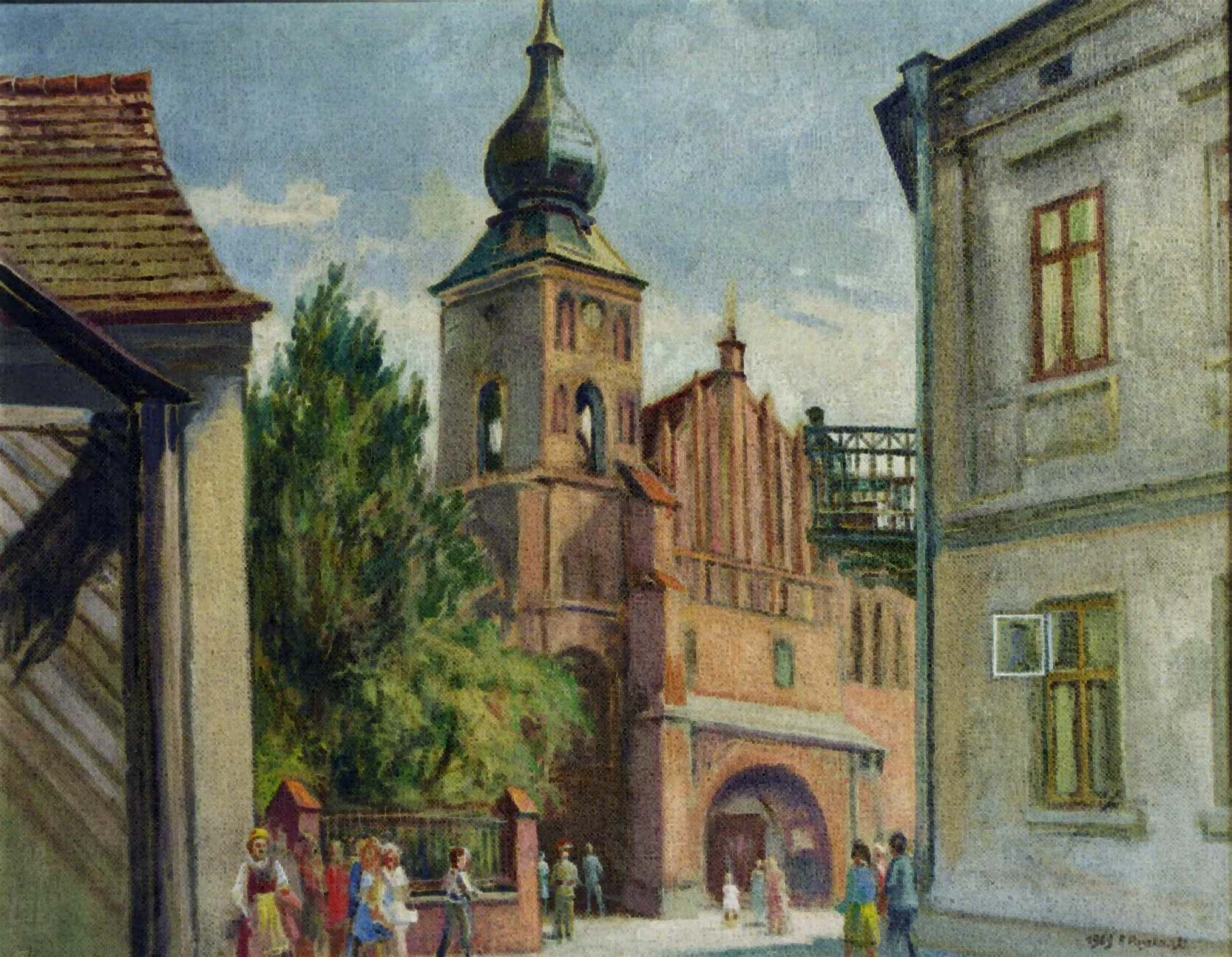
Sieradz ok. 1969 na obrazie Feliksa Paszkowskiego

  - 15 stycznia – powstanie klubu sportowego Piast Sieradz
  - 2 czerwca oddano do użytku zelektryfikowana linię kolejową.
  - 13 października oddano do eksploatacji Zakłady Mechaniczne „Chemitex”.
- 1975 - 1 czerwca miasto zostało stolicą województwa sieradzkiego.
- 1976 – 2 maja uruchomienie 3 stałych i 3 dodatkowych (w okresie szczytu) linii autobusowych komunikacji miejskiej[14] obsługiwanych przez 12 autobusów.
  - Przystąpienie do budowy centrum handlowo-usługowego przy al. Pokoju.
- 1977 – Rozpoczęcie budowy osiedla „Piastowskie” i pierwszego „wieżowca” w Sieradzu.
- 1979 – Rozpoczęcie budowy gmachu dla Urzędu Wojewódzkiego, ukończonego w 1986 r.
- 1979 - 1 grudnia - Mocą ustawy rządowej z 8 XI 1979 roku do miasta włączono następujące tereny: pozostała część wsi Monice, wieś Woźniki, większa część wsi Zapusta Wielka; wieś Męka wraz z przysiółkami Męka Jamy, Męka Księża, Mokre Wojsławskie i Woźniki Kolonia; część obszaru wsi Jeziory, Kłocko, Dzigorzew, Herby, Mecka Wola, Wola Dzierlińska i Smardzew. Liczba ludności zwiększyła się o około 6 tysięcy osób, a obszar miasta wzrósł z 16,73 km² do 51,22 km².
- 1983 – Oddanie do użytku wiaduktu przy starym cmentarzu sieradzkim w dniu 21 lipca.

### Po roku 1989
- 1990 – 22 maja przyjęto pierwszych pacjentów w Wojewódzkim Szpitalu Zespolonym imienia Prymasa Kardynała Stefana Wyszyńskiego[15]
- 1996 – Rozpoczęła nadawanie stacja radiowa Nasze Radio 104,7 FM
- 1999 – Sieradz znowu został miastem powiatowym w województwie łódzkim. Powierzchnia powiatu wynosi 1490,9 km², posiada 125,7 tys. mieszkańców. W skład powiatu sieradzkiego wchodzi: m. Sieradz, m. i gm. Warta, m. i gm. Złoczew, m. i gm. Błaszki oraz gminy: Sieradz, Brąszewice, Brzeźnio, Burzenin, Goszczanów, Klonowa i Wróblew.
- 1999 – Otwarto oddział Partner Tech Sieradz Sp. z o.o.
- 2000 – Otwarto fabrykę betonu komórkowego Ytong w Sieradzu

## XXI wiek
- 2002 – 4 lipca - Prezydentem Sieradza zostaje Maciej Spławski
- 2002 – listopad - Prezydentem Sieradza zostaje Barbara Mrozowska-Nieradko
- 2006 – Prezydentem Sieradza zostaje Jacek Walczak
- 2007 – Strażnik więzienny strzela do konwoju, 3 osoby nie żyją.
- 2008 – Otwarcie Galerii Sieradzkiej
- 2009 – I Sieradz Open Hair Festival – impreza poświęcona stylizacji fryzur
- 2010-2014 – Rewitalizacja Starego Miasta (Remont Rynku, ulic przyległych do Rynku oraz Wzgórza Zamkowego)
- 2011 – Otwarcie Galerii Rondo oraz Galerii Dekady
- 2012
  - Budowa Centrum Logistycznego Biedronka
  - 28 maja – odsłonięcie zrewitalizowanego pomnika Bohaterom Walk nad Wartą 1939 roku[16]
- 2012-2014 – Budowa drogi ekspresowej S8 oraz łącznika S8 z DK12
- 2014 - 30 listopada – Paweł Osiewała prezydentem Sieradza. W drugiej turze wyborów zdobywa 52,52% głosów.